# Gheorghe Ovseannicov
Gheorghe Ovseannicov uváděný i jako Gheorghe Ovseanicov (* 12. října 1985) je moldavský fotbalový útočník a reprezentant hrající za FC Fălești.

## Klubová kariéra
Se seniorským fotbalem začínal v roce 2002 v CF Locomotiv Bălți, odkud se ovšem už v roce 2003 stěhoval do FC Florești. Od roku 2006 je hráčem FC Zaria Bălți. V roce 2010 poprvé zamířil do zahraničí, na hostování do polské Cracovie. Ovšem tady se neprosadil a po půl roce se vrátil zpět. V následující sezoně si v dresu Olimpie vyzkoušel Evropskou ligu a následně v srpnu 2011 odešel na testy do Česka, do druholigové Vysočiny Jihlava. Tady stihl odehrát pouze modelové utkání s juniorkou a vrátil se zpět domů, neboť přednost dostal Muris Mešanović. V lednu 2012 odešel hostovat do Izraele, kde hrál za Hapoel Ironi Rishon. Tady vydržel jen půl roku a v červenci zamířil na další půlroční hostování do kazašského Sunkaru Kaskelen. V lednu 2013 dostal druhou šanci se prosadit v nyní již prvoligové Jihlavě, kam znovu zamířil na testy, ovšem tentokrát trenéra o svých kvalitách nepřesvědčil. V březnu 2013 odešel hostovat do FC Rapid Ghidighici a v únoru 2014 přestoupil do klubu FC Tiraspol. V roce 2015 však klub ukončil činnost a Gheorghe se vrátil do celku FC Zaria Bălți.

## Reprezentační kariéra
V A-mužstvu Moldavska debutoval 24. 5. 2008 v přátelském zápase v Rijece proti týmu Chorvatska (prohra 0:1).
V roce 2012 si zahrál v kvalifikaci na MS 2014 v Brazílii v zápasech proti Anglii, Polsku a Ukrajině.